# Joe Perry (snookerspeler)
Joe Perry (Wisbech, 13 augustus 1974) is een Engels professioneel snookerspeler. Hij won in maart 2015 de 2015 Players Championship Grand Final en daarmee zijn eerste titel op een ranking-toernooi. Hij wordt vanwege zijn karakter soms aangeduid als Gentleman Joe of The Gentleman.
Perry werd prof in 1991 en bereikte in het seizoen 2016/2017 de achtste plaats op de wereldranglijst, zijn hoogste ranking. Hij bereikte in 2001 de finale van de European Open en in zowel 2004 als 2005 de halve finale van het UK Championship. Hij bereikte in 2008 ook de halve finale van het Wereldkampioenschap snooker. Perry won in maart 2015 de 2015 Players Championship Grand Final en daarmee zijn eerste titel op een ranking-toernooi. Hiervoor versloeg hij achtereenvolgens Ding Junhui, Anthony McGill, Michael Holt, Stuart Bingham en Mark Williams.
In april 2025 kondigde Perry aan dat hij zich zou terugtrekken als professioneel snookerspeler, na het Wereldkampioenschap 2025.
Perry is getrouwd.

## Belangrijkste resultaten

### Rankingtitels
| #  | Seizoen     | Toernooi                         | Verliezend finalist | Verliezend finalist | Score |
| -- | ----------- | -------------------------------- | ------------------- | ------------------- | ----- |
| 1. | 2014 / 2015 | Players Tour Championship Finals | Mark Williams       | WAL                 | 4-3   |
| 2. | 2021 / 2022 | Welsh Open                       | Judd Trump          | ENG                 | 9-5   |

### Minor-rankingtitels
| #  | Seizoen     | Toernooi                        | Verliezend finalist | Verliezend finalist | Score |
| -- | ----------- | ------------------------------- | ------------------- | ------------------- | ----- |
| 1. | 2013 / 2014 | Players Tour Championship - AT1 | Mark Selby          | ENG                 | 4-1   |
| 2. | 2014 / 2015 | Players Tour Championship - AT3 | Thepchaiya Un-Nooh  | THA                 | 4-1   |

### Niet-rankingtitels
| #  | Seizoen     | Toernooi                             | Verliezend finalist | Verliezend finalist | Score |
| -- | ----------- | ------------------------------------ | ------------------- | ------------------- | ----- |
| 1. | 2004 / 2005 | Merseyside Professional Championship | Stephen Croft       | ENG                 | 5-2   |
| 2. | 2007 / 2008 | Championship League                  | Mark Selby          | ENG                 | 3-1   |

### Wereldkampioenschap
Hoofdtoernooi (laatste 32 of beter):
| #   | Seizoen     | Editie  | Prestatie    | Extra                                   |
| --- | ----------- | ------- | ------------ | --------------------------------------- |
| 1.  | 1998 / 1999 | WK 1999 | Laatste 16   | Verloor met 13-8 van Ronnie O'Sullivan  |
| 2.  | 2001 / 2002 | WK 2002 | Laatste 16   | Verloor met 13-7 van Peter Ebdon        |
| 3.  | 2002 / 2003 | WK 2003 | Laatste 32   | Verloor met 10-4 van Sean Storey        |
| 4.  | 2003 / 2004 | WK 2004 | Kwartfinale  | Verloor met 13-10 van Matthew Stevens   |
| 5.  | 2005 / 2006 | WK 2006 | Laatste 32   | Verloor met 10-3 van Ryan Day           |
| 6.  | 2006 / 2007 | WK 2007 | Laatste 32   | Verloor met 10-3 van Stephen Maguire    |
| 7.  | 2007 / 2008 | WK 2008 | Halve finale | Verloor met 17-15 van Ali Carter        |
| 8.  | 2008 / 2009 | WK 2009 | Laatste 32   | Verloor met 10-6 van Jamie Cope         |
| 9.  | 2009 / 2010 | WK 2010 | Laatste 16   | Verloor met 13-11 van Ali Carter        |
| 10. | 2010 / 2011 | WK 2011 | Laatste 32   | Verloor met 10-9 van Stephen Hendry     |
| 11. | 2011 / 2012 | WK 2012 | Laatste 16   | Verloor met 13-7 van Stephen Maguire    |
| 12. | 2013 / 2014 | WK 2014 | Laatste 16   | Verloor met 13-11 van Ronnie O'Sullivan |
| 13. | 2014 / 2015 | WK 2015 | Laatste 16   | Verloor met 13-5 van Shaun Murphy       |
| 14. | 2015 / 2016 | WK 2016 | Laatste 32   | Verloor met 10-9 van Kyren Wilson       |
| 15. | 2017 / 2018 | WK 2018 | Laatste 16   | Verloor met 13-8 van Mark Allen         |
| 16. | 2018 / 2019 | WK 2019 | Laatste 32   | Verloor met 10-7 van David Gilbert      |
| 17. | 2022 / 2023 | WK 2023 | Laatste 32   | Verloor met 10-9 van Robert Milkins     |